# André Saheblal
André Jainundun Saheblal (Duisburg, 22 april 1927 – Paramaribo, 2 augustus 2023) was een Surinaams topambtenaar en jurist. Hij klom op tot directeur van het ministerie van Justitie en Politie en werkte na zijn pensioen decennialang door als universiteitsdocent en lid van faculteitsbesturen. Hij publiceerde artikelen, een boek en herschreef het vierdelige Surinaamse Burgerlijk Wetboek.

## Biografie

### Jonge jaren
André Saheblal werd geboren en getogen in Duisburg aan de Beneden-Surinamerivier, dat door Hindoestanen Kamsoiri werd genoemd. Het lag naast Zorg en Hoop en maakte toen nog geen deel uit van Paramaribo. Zijn ouders hadden twee aangrenzende percelen aan het Saramaccakanaal. Als kind van een landbouwer werkte hij eerst vanaf vijf uur 's ochtends en ging dan naar school. Tijdens de mulo aan de Mgr. Wulfinghstraat groeide hij op in een internaat. Hij begon aan de opleiding tot landmeter, maar onderbrak die na een ziekenhuisopname vanwege hevige koorts. Later slaagde hij wel voor het praktijkdiploma boekhouden en de ambtenarenopleiding van de Surinaamse Rechtsschool.

### Landelijke overheid
Van 1948 tot 1963 werkte hij voor het landelijke Districtsbestuur en deed later ook onder meer taken als kassier, hoofd bevolkingsregister en belastingenontvanger, en op het kantoor van Albina als tolk Frans. Aansluitend werkte hij op het ministerie van Justitie en Politie. Hij begon daar als algemeen secretaris en klom op tot onderdirecteur. Minister Jnan Adhin had hem de functie van directeur in het vooruitzicht gesteld, maar tijdens de Arron-regeringen van de Nationale Partij Kombinatie (NPS, PNR, PSV en KTPI) werd hij gepasseerd als directeur. Pas tijdens de militaire jaren werd hem die functie wel gegund. Hij stelde zich onafhankelijk op en kende een goede samenwerking met ministers als André Haakmat, Harvey Naarendorp en Frank Leeflang. Hij ging in 1984 met pensioen.

### Jurist
Tussendoor was hij in 1973 geslaagd voor een rechtenstudie aan de Universiteit van Suriname. Na zijn pensionering bleef hij zich actief inzetten voor de samenleving en werd een gezaghebbend jurist.
Hij schreef onder meer het boek De afwikkeling van de onbeheerde nalatenschap in Suriname. De terugname door de overheid van onbeheerde en verlaten gronden in de boezem van het domein. En verder schreef hij nota's voor Justitie en Politie over onder meer mensenhandel en -smokkel, grensoverschrijdende misdaad en grondenrechten. Ook actualiseerde hij het vierdelige Surinaamse Burgerlijk Wetboek om het toegankelijker te maken voor burgers. Zijn juridische artikelen werden gepubliceerd door het Surinaams Juristenblad, De West en in een geval in het Nieuwsbrief van het Hof van Justitie. Tijdens de Binnenlandse Oorlog onderwees hij officieren in oorlogsrecht.
Op de universiteit was hij van 1979 tot 1983 buitengewoon docent rechten en van 1983 tot 1994 voltijds hoofddocent en bestuurslid aan twee faculteiten: Technologische Wetenschappen en Maatschappijwetenschappen. Ook was hij twee maanden lang gastdocent aan de Patrice Lumumba Universiteit in Moskou in Rusland. Hij was lid van diverse commissies en ondernam tal van andere activiteiten.

### Onderscheidingen en begrafenis met staatseer
In 2021 werd hij onderscheiden als Grootofficier in de Ereorde van de Palm en in 2023 ontving hij een eredoctoraat van de universiteit.
Hij werkte door tot op hoge leeftijd. In de loop van 2023 verslechterde zijn lichamelijke gezondheid. Vanaf het begin van dat jaar bewoog hij zich voort in een rolstoel. Hij overleed uiteindelijk op 2 augustus 2023. André Saheblal is 96 jaar oud geworden. President Chan Santokhi stemde in met een begrafenis met staatseer voor Saheblal.
- Gemeinsame Normdatei: 1057261122
- International Standard Name Identifier: 0000 0000 3993 9403
- Library of Congress Control Number: n2007214117
- Nederlandse Thesaurus van Auteursnamen: 185918514
- Virtual International Authority File: 9310722